# Гуна (округ)
Гуна (англ. Guna) — округ в індійському штаті Мадх'я-Прадеш. Входить в Дивізіон Гваліор . Адміністративний центр — місто Гуна. Площа округу — 6485 км². За даними всеіндійського перепису 2001 року населення округу становило 977 827 человек. Рівень грамотності дорослого населення становив 59,5 %, що відповідало середньоіндійському рівню (59,5 %). Частка міського населення становила 21,3 %.15 серпня 2003 року з частини округу Гуна був утворений самостійний округ Ашокнагар.
| Індія | Це незавершена стаття з географії Індії. Ви можете допомогти проєкту, виправивши або дописавши її. |

1. ↑  перепис населення Індії в 2011 році